# Бир-Мурад-Раис
Бир-Мурад-Раис (араб. بير مراد رايس‎, фр. Bir Mourad Raïs, ранее — фр. Birmandreis) — коммуна на севере Алжира, на территории вилайета Алжир, административный центр одноимённого округа. 

## Географическое положение
Коммуна находится в средней части вилайета, на высоте 175 метров над уровнем моря.
Коммуна непосредственно примыкает к столице страны и центра вилайета городу Алжиру и отстоит примерно на 4 километра от его центра.

## Демография
По состоянию на 2008 год население составляло 45 345 человек.
| Динамика численности населения коммуны по годам: | Динамика численности населения коммуны по годам: | Динамика численности населения коммуны по годам: |
| 1901                                             | 1948                                             | 1954                                             |
| ------------------------------------------------ | ------------------------------------------------ | ------------------------------------------------ |
| 1900                                             | ↗17 600                                          | ↗22 500                                          |
| 1987                                             | 1998                                             | 2008                                             |
| ↗38 900                                          | ↗43 300                                          | ↗45 345                                          |

Виды Бир-Мурад-Раиса
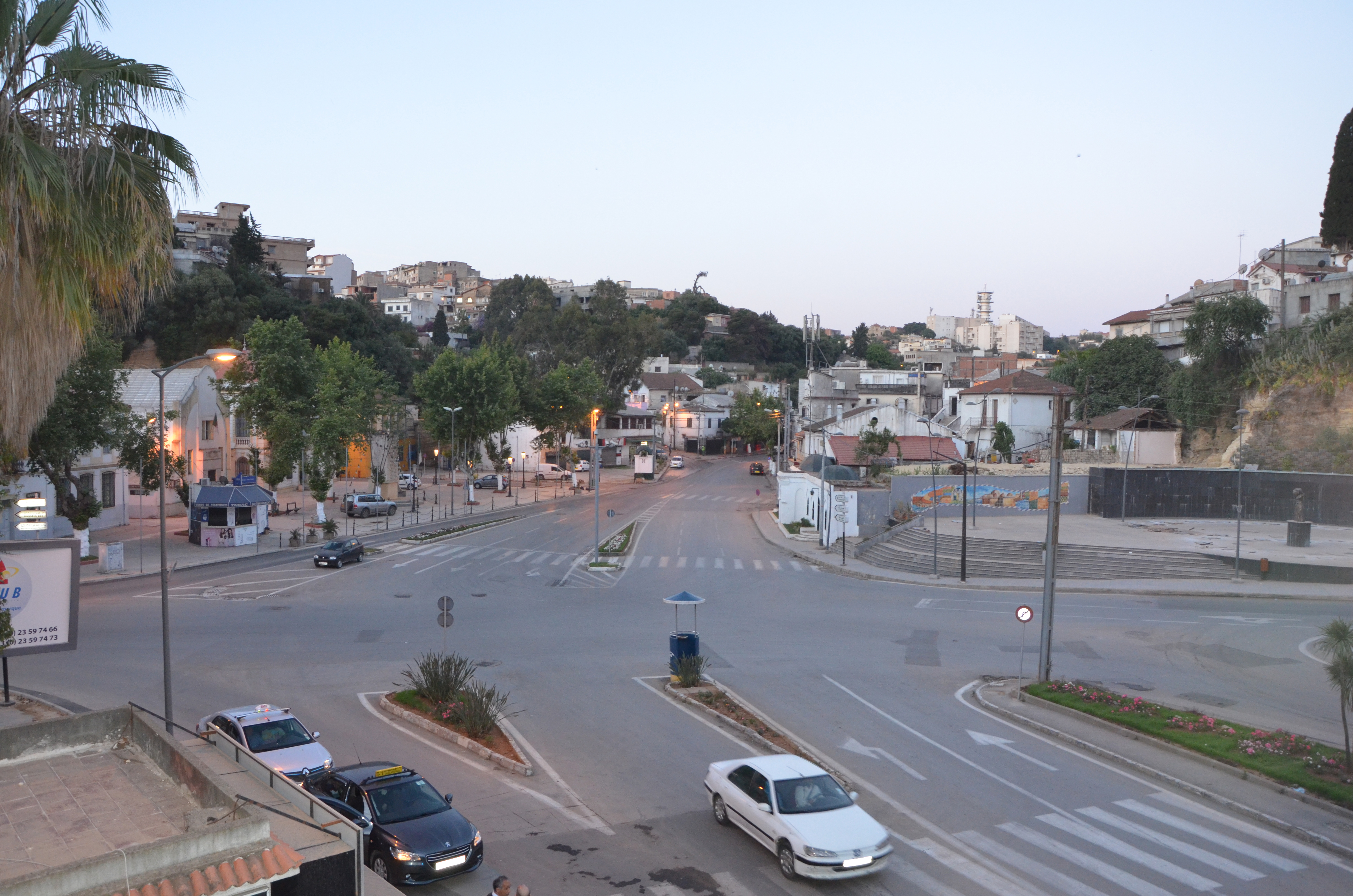
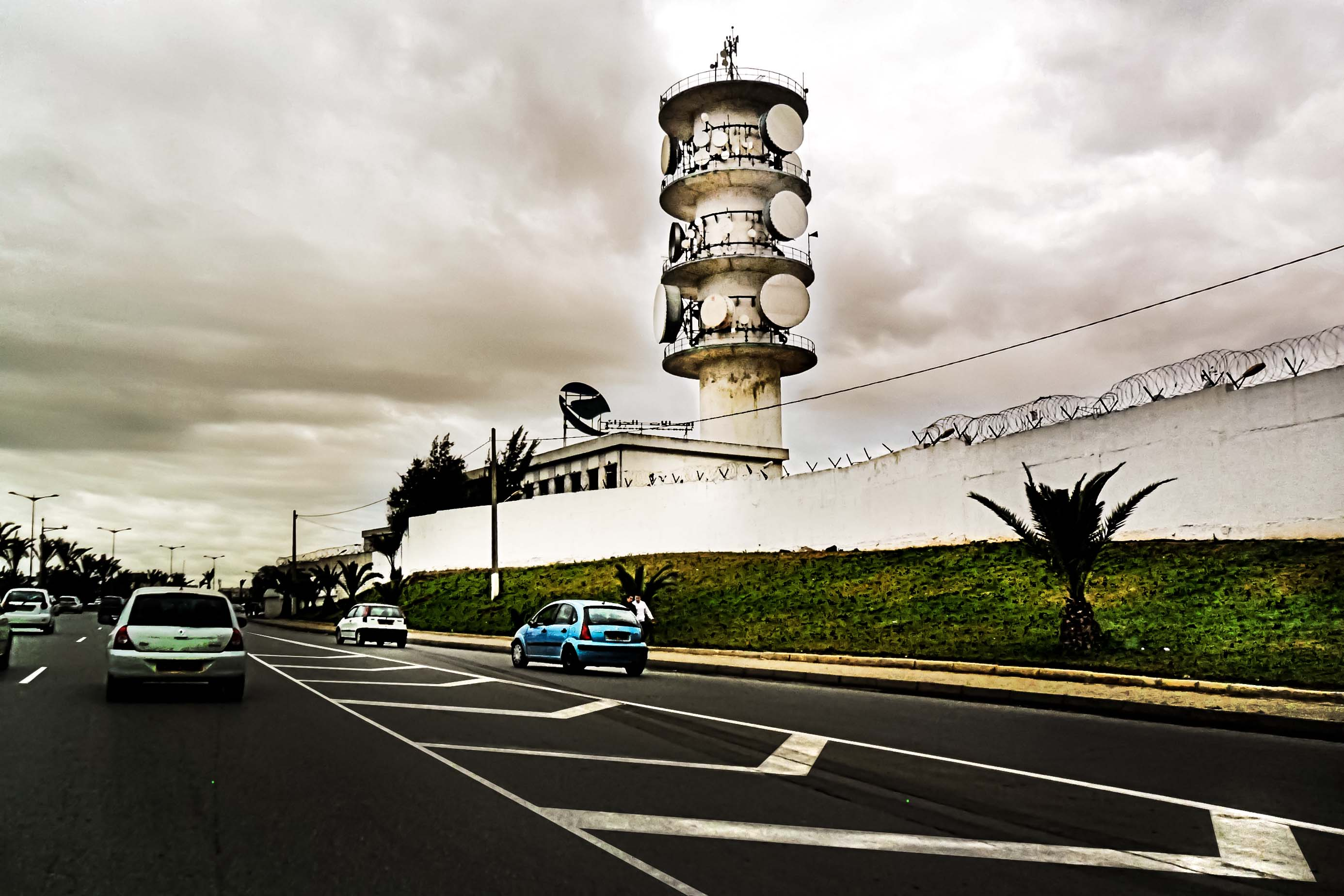
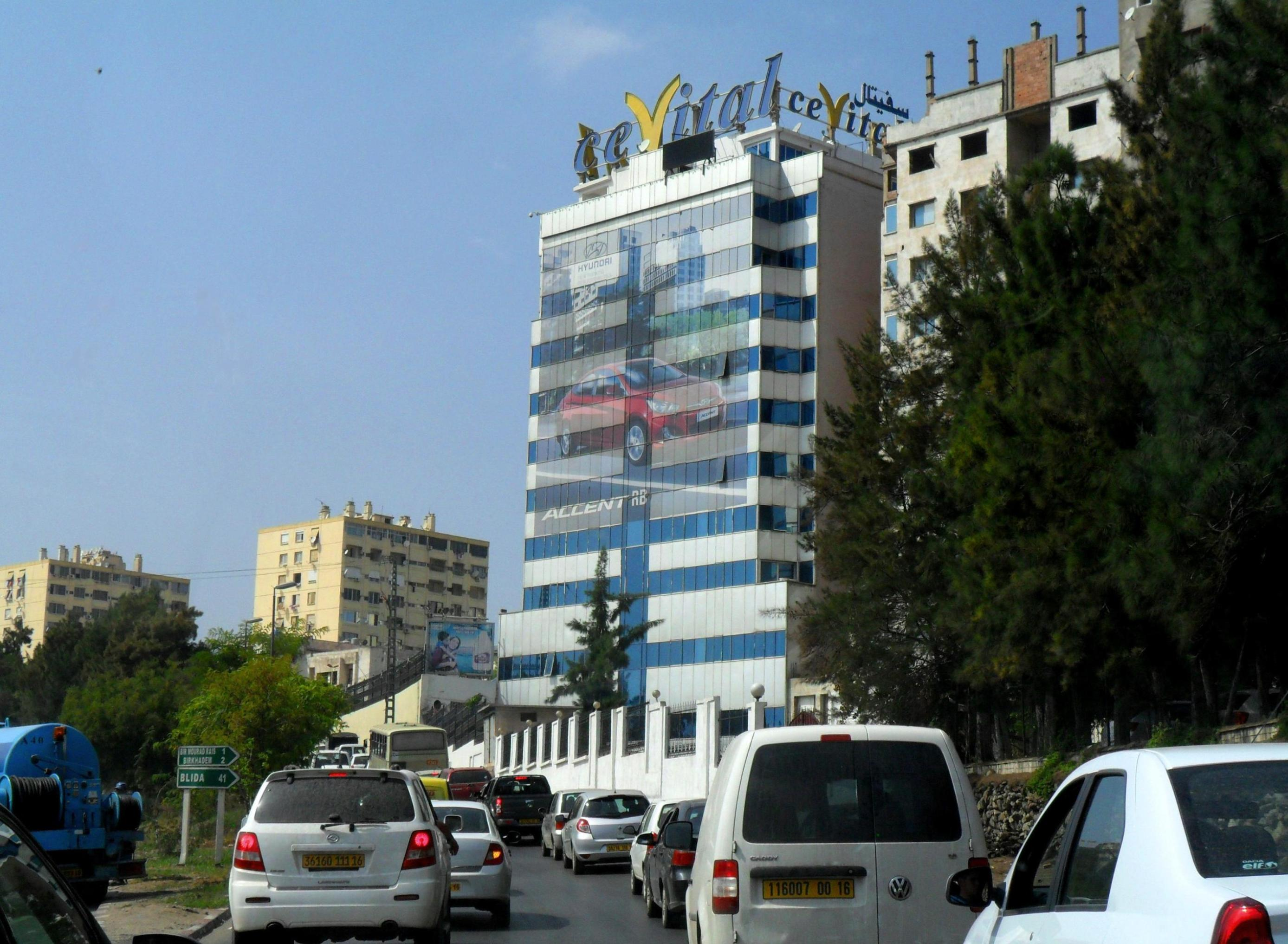